# Сногоміш (Вашингтон)
Сногоміш (англ. Snohomish) — місто (англ. city) в США, в окрузі Сногоміш штату Вашингтон. Населення — 10 126 осіб (2020).

## Географія
Сногоміш розташований за координатами 47°55′44″ пн. ш. 122°5′34″ зх. д. / 47.92889° пн. ш. 122.09278° зх. д. (47.928870, -122.092681).  За даними Бюро перепису населення США в 2010 році місто мало площу 9,30 км², з яких 8,90 км² — суходіл та 0,40 км² — водойми.

## Демографія
Згідно з переписом 2010 року, у місті мешкало 9098 осіб у 3645 домогосподарствах у складі 2259 родин. Густота населення становила 978 осіб/км².  Було 3959 помешкань (426/км²).
Расовий склад населення:
| - 89,0 % — білих - 2,1 % — азіатів - 1,1 % — корінних американців - 0,5 % — чорних або афроамериканців - 0,3 % — вихідців з тихоокеанських островів - 3,6 % — осіб інших рас |

До двох чи більше рас належало 3,5 %. Частка іспаномовних становила 8,0 % від усіх жителів.
За віковим діапазоном населення розподілялося таким чином: 24,3 % — особи молодші 18 років, 64,0 % — особи у віці 18—64 років, 11,7 % — особи у віці 65 років та старші. Медіана віку мешканця становила 37,8 року. На 100 осіб жіночої статі у місті припадало 93,2 чоловіків;  на 100 жінок у віці від 18 років та старших — 88,1 чоловіків також старших 18 років.
Середній дохід на одне домашнє господарство  становив 67 818 доларів США (медіана — 55 648), а середній дохід на одну сім'ю — 78 093 долари (медіана — 68 801). Медіана доходів становила 56 767 доларів для чоловіків та 41 156 доларів для жінок. За межею бідності перебувало 12,7 % осіб, у тому числі 13,6 % дітей у віці до 18 років та 7,9 % осіб у віці 65 років та старших.
Цивільне працевлаштоване населення становило 4662 особи. Основні галузі зайнятості: освіта, охорона здоров'я та соціальна допомога — 22,4 %, роздрібна торгівля — 15,9 %, виробництво — 14,4 %.